# Gilberto Felisberto Vasconcellos
Gilberto Felisberto Vasconcellos (Santa Adélia, 21 de abril de 1949) é um sociólogo brasileiro. Formou-se em Ciências Sociais pela Universidade de São Paulo (USP) em 1972. É também jornalista, articulista, escritor com diversas obras publicadas além de professor do Departamento de Sociologia na Universidade Federal de Juiz de Fora (UFJF).

## Infância e educação
Gilberto Felisberto Vasconcellos nasceu no Município de Santa Adélia, Estado de São Paulo, Brasil em 21 de abril de 1949. Seu pai, Zolachio Silva Vasconcellos nasceu em Alagoinhas (Bahia) e era médico do SUS e nacionalista; sua mãe, Adelaide Felisberto, natural de Santa Adélia, era professora primária. Foi alfabetizado por sua mãe.

Conta que foi enviado pelos pais para estudar o Ginásio (equivalente, hoje, ao Ensino Fundamental II) em regime de internato no Colégio Diocesano da vizinha cidade de São Carlos, onde ele afirma que brigava muito com os padres: "um antieclesiastismo inato", conta ele. Afirma que o exercício da escrita para ele foi iniciado a partir dessa experiência, pois enviava cartas para sua mãe em teor de ameaça dizendo que os pais não gostavam dele a ponto de colocá-lo longe do aconchego do lar e no meio dos "padres horrorosos".
Fui estudar ciências sociais porque li Casa-Grande e Senzala quando adolescente em Santa Adélia, no interior de São Paulo. Entendi pouca coisa, mas fiquei deslumbrado pelo estilo do livro. Para mim, sociologia era capacidade de expressão (VASCONCELLOS, 2000, p. 135).

## Formação acadêmica
Entrou para o curso de Ciências Sociais da Universidade de São Paulo no ano de 1968 onde mergulhou nos estudos sobre a Escola de Frankfurt, a psicanálise, a literatura, o Marxismo e a Teoria da Dependência. Formou-se em 1972. Considerado um prodígio, seu Currículo Lattes registra ter entrado para o Doutorado em Ciências Sociais no ano de 1973, sem ter passado por um curso de mestrado.
Doutorou-se com tese intitulada A Ideologia Curupira: análise do discurso integralista, no ano de 1977, orientado por Gabriel Cohn. A tese foi publicada um ano depois pela Editora Brasiliense (1979, 1ª edição), prefaciada por Florestan Fernandes, e, posteriormente, pelas editoras EdUFE e EdPUCRS (2017, 2ª edição).

Em artigo intitulado Trinta anos depois: ideologia curupira, publicado na Locus: revista de história, reconhece e agradece a seu orientador que era weberiano e não impôs a ele a leitura de Max Weber, dando-o liberdade na escrita da tese. A banca de sua tese foi composta por Hélgio Trindade, Marilena Chauí, Leoncio Martins Rodrigues, Luiz Pereira, Carlos Guilherme Mota e Maria do Carmo Campello de Souza.
Eu, como tantos outros, li FHC como se estivesse contra a dependência do país, quando na realidade ele estava a favor da dependência, a fim de administrá-la e não de suprimi-la. O meu propósito era estudar o discurso integralista como ideologia fascista sob o ponto de vista de sua recepção mimética e caricata em países colônias ou periferias.
Em sua tese, enfatiza a diferença entre o nacionalismo burguês, como o de Plínio Salgado, e o nacionalismo anti-imperialista de Oswald de Andrade. Afirma que o discurso integralista é uma doutrina baseada no decalque dos fascismos europeus e caracterizada pelo repúdio ao capital internacional ao mesmo tempo em que promove a ordem e o desenvolvimento autóctone do capital interno. Por isso, Vasconcellos ressignifica e satiriza a imagem do índio utilizada pelos integralistas tratando-se como sendo um curupira, a figura folclórica voltada para dentro da floresta e avessa aos litorais, sem orifícios corporais e com pés voltados para trás.
Após a graduação, obteve bolsa da Fundação de Amparo à Pesquisa do Estado de São Paulo (FAPESP) para cursar, de 1978 a 1980, pós-doutorado na École Pratique des Hautes Études (EPHE) em Paris, França. Conta que nesse período frequentou assiduamente a Cinemateca de Paris e colaborou semanalmente com artigos para a Folha de S.Paulo. Ao retornar ao Brasil, conseguiu bolsas da Fundação Calouste Gulbenkian, Lisboa, Portugal e do Social Science Research Council, Nova Iorque, EUA, com as quais pôde morar no Nordeste e pesquisar sobre Gilberto Freyre.

## Carreira
Declarou que ser escritor não era um objetivo e que iniciou publicando o artigo “A concepção de totalitarismo em Marcuse" publicado na Revista Revisão (1972), do Centro Acadêmico da Escola de Sociologia e Política de São Paulo. Afirma também que deu aulas de literatura no Colégio Equipe onde escreveu sobre Tom Zé no Jornal Precário.

### Professor universitário
Inicia sua carreira como professor de Sociologia na Fundação Getúlio Vargas em São Paulo como professor horista (uma aberração, afirmou). 
Durante período em que morou no Nordeste foi professor na Universidade Federal da Paraíba (UFPB).
Em 1987, torna-se Professor do Magistério Superior no Departamento de Sociologia da Universidade Federal de Juiz de Fora. Lecionou nos cursos de graduação e pós-graduação as disciplinas de Sociologia da Arte, Teoria do Desenvolvimento, Folclore Brasileiro, Sociologia da Comunicação dentre outras.

### Colunista e articulista
Durante a década de 1970, escreveu semanalmente uma sessão de crítica cultural no jornal Última Hora de São Paulo. O irônico e paródico artigo Última flor do Fascio?” foi o texto com que começou o trabalho de colunista do jornal Folha de S.Paulo no período de, pelo menos, 1999 a 2007. Também foi colunista da extinta Revista Caros Amigos no período de, pelo menos, 2001 a 2014 tendo assinado centenas de artigos cuja marca era a irreverência, a provocação e a "ousadia conceitual". Sua coluna fixa era o cascudiano Pequeno Folhetim do Folclore, no entanto, escrevia sobre assuntos variados de que é representativo o provocativo artigo Esporte Mata (Ano XIV, nº 161, 2010) em que afirma, com base em José Róiz, que "esporte mata e envelhece, e que o homem é bípede e não foi feito para correr, e sim para andar e dançar".

## Escritor
Sua obra soma mais de 30 publicações sobre temas diversos, todavia centrados no estudo da civilização brasileira e seus dilemas. Em sua primeira publicação (1977) intitulada Música Popular: de olho na fresta analisou a Tropicália como sendo um avanço na música popular. Em Ideologia Curupira: análise do discurso integralista (1979; 2017) toma a personagem do folclore como uma fantasmagoria que poderia representar a ideologia integralista que recusa a ingerência do fator externo. Para Vasconcellos, o curupira integralista recusava a influência estrangeira quando se tratava de oposição ao capital, mas não quando o lance era defender a propriedade privada, o lucro, a exploração do trabalho”.
Enigma freyreano. A obra de Vasconcellos sobre Gilberto Freyre, intitulada O xará de Apipucos: um ensaio sobre Gilberto Freyre, publicado pela primeira vez, em 1987, pela Ed. Max Limonad e, posteriormente, em 2000, pela Ed. Casa Amarela. A obra foi escrita no período em que Gilberto F. Vasconcellos morou no Nordeste na década de 1980 - após retorno do curso que fez na França. Trata-se do primeiro livro publicado sobre a vida e a obra do sociólogo pernambucano, valendo-se do "método empático". A contracapa do livro explica o título: xará - que tem o mesmo nome (palavra de origem tupi, aquele que fala a mesma coisa); Apipucos - bairro de Recife onde Freyre morou. Afirma Vasconcellos:
O que me intrigava em Gilberto Freyre era o fato de ter ele alcançado um conhecimento da totalidade da sociedade brasileira sem utilizar-se da categoria colonialismo (ou imperialismo) para designar a conexão centro e periferia do sistema capitalista.
Vasconcellos afirma no livro que Freyre leu e criticou todo o texto, mas que a publicação só se deu, infelizmente, depois da morte do escritor pernambucano no mês de julho do ano de 1987. 

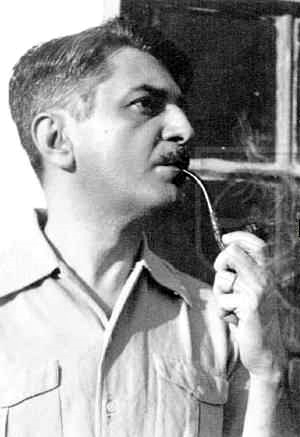
Gilberto Freyre: sociólogo pernambucano

Telenovela no poder. No ano de 1989, ainda durante a campanha presidencial da primeira eleição após a redemocratização, lançou o libelo premonitório Collor, a cocaína dos pobres: a nova cara da direita no qual aponta que com a vitória do candidato liberal produzido pela TV, a telenovela chegaria ao poder. Dois anos mais tarde, à época do impeachment de Fernando Collor, publica a obra em segunda edição, pela Editora Leia Mais.
Em Eu & a Xuxa: sociologia do cabaré infantil (1991) e O cabaré das crianças (1997), segundo Mario Vitor Santos, defende a tese de que a criação da TV Globo em 1965 representou um corte catastrófico no desenvolvimento de um país "ágrafo" que foi projetado diretamente do analfabetismo para a era midiática. Para Vasconcellos, é o 'vetor videofinanceiro' o responsável por aquilo que o autor identifica como uma adultização precoce das crianças e de uma infantilização dos adultos e da política.Capitalismo videofinanceiro. No melhor estilo oswaldiano, Vasconcellos, em O príncipe da moeda (1997), traça um retrato ácido do panorama atual das Ciências Sociais no Brasil afirmando que o pensamento sociológico dominante no país é antinacional e refratário à experiência trabalhista. Vasconcellos identifica a culpa da sociologia no processo de desmonte do Estado com o mandato do Professor FHC, chamado de "príncipe da sociologia" paulista e "príncipe da moeda" (Plano Real).

Neste livro, aprofunda o conceito de 'capitalismo videofinanceiro' e cunha o termo Psicovideopopfinanzkapital que poderíamos definir como a legitimação do capital financeiro improdutivo por meio da moeda sem lastro e da linguagem do videoclipe e da telenovela sobre a psiqué.
Com o extraordinário desenvolvimento da TV na década de 70, o Brasil entra na fase mundial do capitalismo videofinanceiro, cuja característica é a agonia do trabalho produtivo.
Após a re-eleição de FHC, em 1999, publica As Ruínas do Pós-Real faz uma análise sobre a criação do Plano Real por meio da trajetória do político juizforano Itamar Franco. Para Juliano (2003), Vasconcellos retoma ideias da obra anterior de 1997 para afirmar que a década de 1990 foi decisiva para a “modernização” brasileira revelar-se como engodo apresentado pelas imagens midiáticas e que, em verdade, a única mudança evolutiva foi na economia que se efetivou como globalizada, deixando o restante como "ruínas" do "pós-real". Ainda segundo Juliano, o termo "pós-real" utilizado no título da obras, tem o duplo sentido de 1) as imagens irreais transmitidas pela TV e 2) o nome da nova moeda criada.
Escola da biomassa: energia, dialética e poder dos trópicos. Em 1998, vem a lume a obra em parceria com J. W. Bautista Vidal, chamada O poder dos trópicos: meditação sobre a alienação energética na cultura brasileira. Em aproximação com a chamada Escola da Biomassa de que são representantes o físico José Walter Baustista Vidal e o geólogo Marcello Guimarães Mello, a obra foi descrita por Ivan Finotti como uma seleção de textos e entrevistas que Bautista Vidal concedeu a diversos jornais e revistas, complementado por depoimentos dados a Vasconcellos. Para Finotti, a obra propõe um modelo de desenvolvimento ao país que passa pela ruptura com o sistema financeiro internacional e por uma economia independente nos campos tecnológico e energético.
Ainda em 2001, escreveu também com J. W. Bautista Vidal, o livro Petrobrás: um clarão na história cujo mote era contrastar com os sucessivos apagões elétricos do fim do Governo FHC. Os autores, em mais um libelo premonitório, focalizavam a necessidade de a empresa estatal incorporar a produção da biomassa energética, com o que poderia constituir-se numa grande empresa mundial de energia a lidar com o petróleo do passado e a biomassa do futuro. Propugnavam os autores o trópico como local por excelência para se construir uma civilização da fotossíntese.
Em 2002, em mais uma produção influenciada pela Escola da Biomassa, publica A salvação da lavoura: receita da fartura para o povo brasileiro em que mostra ser possível, pela primeira vez na história da agricultura mundial, plantar simultaneamente energia e comida, tendo por base a pequena  propriedade e não o latifúndio monocultor e antiecológico.

No mesmo ano, também publica Biomassa: a eterna energia do futuro. Nessa obra que parte da constatação da crise energética e do fim do petróleo e do carvão mineral, tidos como fatores decisivos de progresso nos últimos duzentos anos. Cunha o termo "apagão fóssil". Alerta também para o risco de escassez da energia elétrica e do desenvolvimento da energia nuclear. A esperança, segundo o autor, é o que chama de "aurora vegetal dos trópicos". Em face da inelutável agonia dos recursos conhecidos, a energia da biomassa, que tem origem na fotossíntese, é a alternativa viável para os trópicos. Segundo Vasconcellos, a energia da biomassa é limpa, não traz poluição, é renovável, pacífica, criadora de empregos, descentralizadora de renda, de poder e de população.

O cineasta Glauber Rocha: referência do Cinema Novo

Glauberianas. No ano de 2001, publica Glauber Pátria Rocha Livre que é uma reflexão sobre a vida e a obra do cineasta Glauber Rocha, conduzida com "glauberiana lucidez". Foi criticado pela ensaísta e professora de Comunicação Ivana Bentes, conhecida especialista na obra de Glauber Rocha, de "mimetizar a retórica glauberiana" e esforçar-se pela necessidade da criação de uma "mitologia de esquerda". No entanto, a professora reconhece, ao menos, a visibilidade que Vasconcellos tenta dar ao que chama de "língua Glauber".

Em 2018, Vasconcellos publica Quebra cabeça do Cinema Novo em que faz um inventário sobre como o imperialismo cultural foi crescendo e se impondo sobre a cultura brasileira, principalmente depois da morte do extraordinário cineasta nacionalista Glauber Rocha, em 1981. 
O quebra cabeça é o domínio da telenovela, cujo padrinho foi Carlos Lacerda, por isso mesmo este está em foco na capa do livro. Carlos Lacerda ajudou a derrubar Getúlio Vargas e foi um dos golpistas de 64. Esse golpe está na essência da filmografia do Cinema Novo.
Liberalismo entreguista. Em 2004, publica Brazil no prego em que se mostra angustiado diante da situação brasileira e da falsa postura "intelectual" que vem sendo construída desde os anos 1980. Ele critica, em particular, o legado intelectual de José Guilherme Merquior, crítico da cultura brasileira e um dos mais importantes ideólogos brasileiros do liberalismo. Apresenta o pensamento de Merquior como um dos grandes responsáveis pela convergência dos projetos político liberal e socialdemocrata, a partir de 1989.
Sociologia da saúde. Filho de um médico, Vasconcellos conheceu a obra do médico juizforano Antonio da Silva Melo, imortal da Academia Brasileira de Letras e fundador da Revista Brasileira de Medicina, a quem reputa ser referência fundamental na história das Ciências Naturais do século XX. Passou a interessar-se pela 'Sociologia da Medicina' muito influenciado pelo fato de seu pai também ter sido médico.
Organizou 3 livros com textos do médico Antonio da Silva Melo. Em 2001 publicou Histórias de um Menino e as Transformações do Mundo com textos do próprio Silva Melo. Neste livro, afirma que Silva Melo "não fez apenas trabalho de divulgação e atualização científicas, pois imprimiu às Ciências Médicas a particularidade da sociedade e cultura brasileiras" (VASCONCELLOS, 2001). Em 2002, publicou A Boca do Homem - Carie, Mastigação e Mau Hálito. E em 2004 organizou Verdades quase desconhecidas: Antônio da Silva Mello também com textos do médico juizforano.

Já em 2014, sintetizou as contribuições silvamelianas em um livro publicado pela editora da Universidade Federal de Juiz de Fora, intitulado Nossa vida de cada dia entre o supermercado e a drogaria: ensaio sobre Silva Melo. Segundo Vasconcellos, Silva Melo teve uma visão crítica da vida cotidiana: "compramos no supermercado comida envenenada por uma agricultura química e nos curamos com remédios fabricados pelas mesmas empresas multinacionais que produzem os alimentos, resultando em uma doença sem fim, já que o lucro é mais importante do que a comida, a cura e a saúde". Diz ele:
A própria vida passou a ser um negócio mercantil. A vida patenteada pelos donos do dólar, tal como a comida envenenada de cada dia. O tempero transgênico das multinacionais. O caso da soberania alimentar. O descenso crescente dos camponeses no mundo. A alimentação industrial desnaturalizada sob o controle de meia dúzia de empresas multinacionais, as quais financiam a ideologia do mercado na televisão. (VASCONCELLOS, 2014, p. 12)
Vargodarçajangobrizolismo. Em A jangada do sul: Getúlio, Jango e Brizola, de 2005, o objeto de análise são os 3 políticos que mudaram a cara do país, mas também a gestação da hegemonia política e cultural de São Paulo. Afirma que a descolonização política a favor da soberania nacional começou com a revolução de 1930, com Getúlio, e foi interrompida em 1964, com o golpe civil-militar. Argumenta que, após a queda da ditadura, a máquina universitária e midiática do prestígio político não consagrou Leonel Brizola e Darcy Ribeiro, mas sim FHC e Lula. Estes, ungidos pelos bancos internacionais, assumiram a democracia como bandeira progressista, identificando o regime de 1964 com autoritarismo, mas ocultando sua própria essência: a entrega das riquezas do país às multinacionais. Cunha o termo petucanismo para se referir à polarização política entre PT e PSDB, ideologias produzidas em São Paulo.

Em 2008, na sequência da morte de Brizola, publica Depois de Leonel Brizola em que tenta fazer o que chamou de "uma sociologia do trabalhismo iniciado em 1930". Afirma que Brizola sofreu um golpe de Estado em 1964 que o impediu de ser presidente para atualizar as diretrizes básicas da Carta Testamento. Sobre Leonel Brizola também publicou em 2020 Leonel Brizola, a história, o historiador em que faz uma recuperação histórico-crítica da atuação de Leonel Brizola desde o levante da Campanha da Legalidade até sua morte, ressaltando a vertente de historiador do polítio gaúcho.

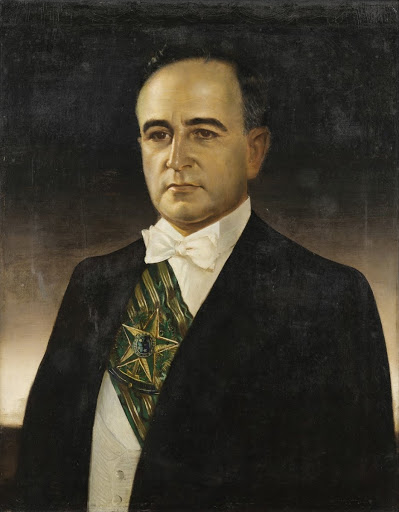
Getúlio Vargas
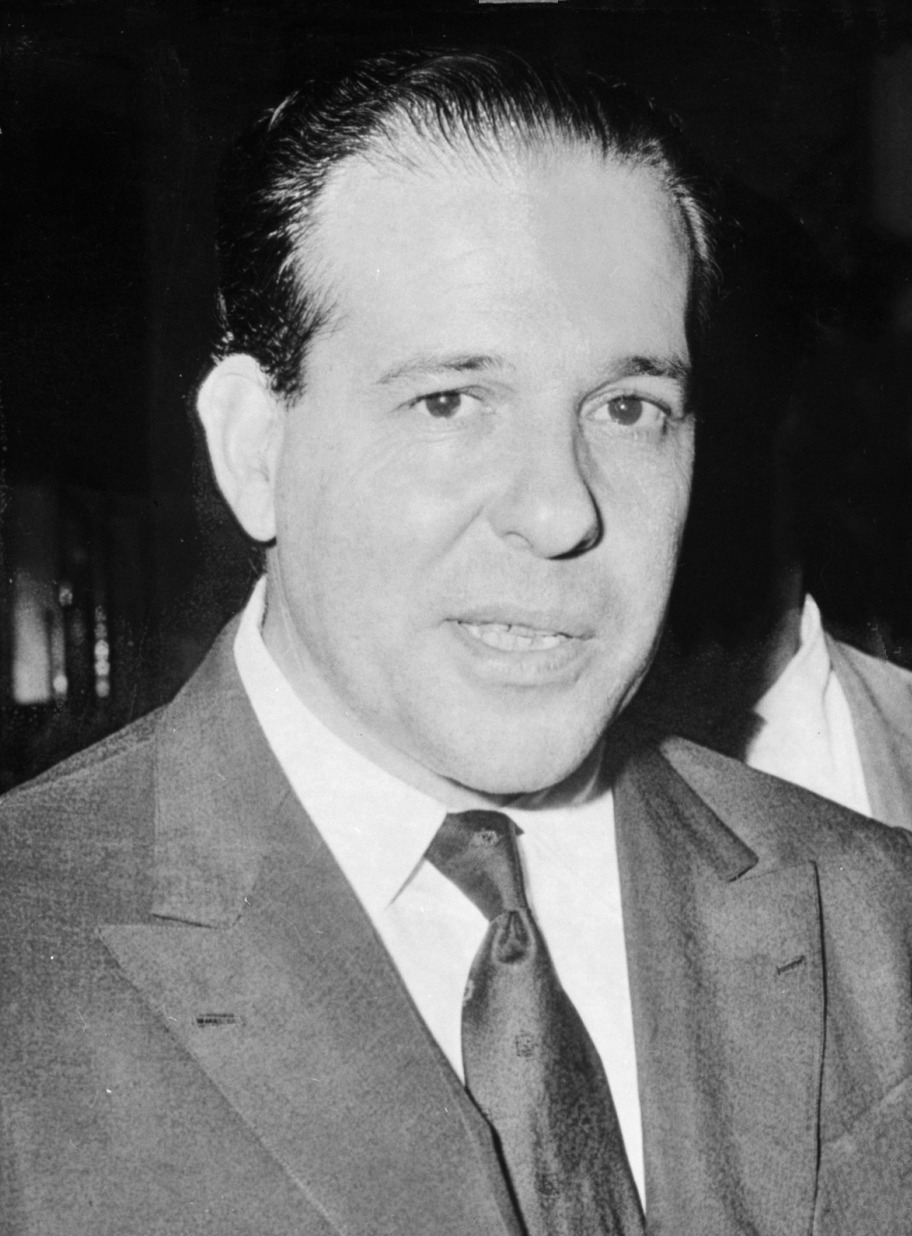
João Goulart
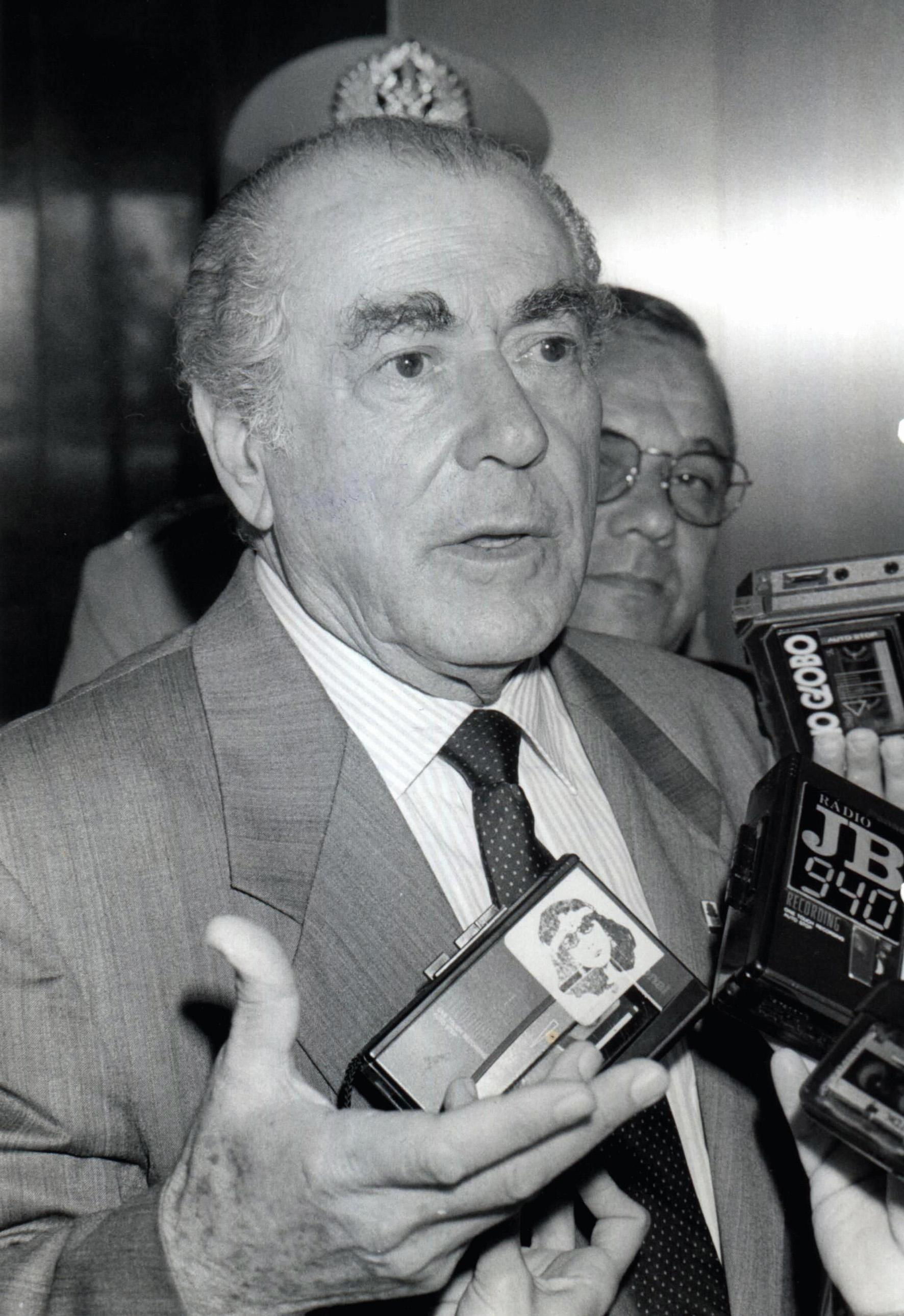
Brizola

Cascudianas: folclore e revolução. Em 2009, lançou A questão do folclore no Brasil: do sincretismo à xipofagia sobre Luís da Câmara Cascudo como um intérprete da civilização  brasileira tão importante quanto Gilberto Freyre e Sérgio Buarque de Holanda. No livro, Vasconcellos mostra que Câmara Cascudo, ao explicar a cultura popular e o folclore, recusou o sincretismo e propôs a ideia de "mistura xifopágica" na qual as três etnias criam um corpo em comum, mas permanecem, cada uma, com suas próprias características, ou seja, juntam-se, mas permanecem cada uma com sua identidade.

Em 2021, publicou como primeiro volume da Série Cadernos da Revolução Brasileira da Editora Insular um "livro impossível de ser concebido": Folclore - socialismo no povo. Faz questão de ressaltar: NO povo! O objetivo é querer amalgamar Karl Marx, a ciência da revolução proletária, com Luís da Câmara Cascudo, a ciência da tradição popular. Por ciência da tradição popular entendemos o que é dito e transmitido boca-a-boca pelo povo. Sem isso, o marxismo, por aqui, fica no tinteiro, não se realiza como força material. 
Da mandioca ao ouvido do morto. Ninguém amou tanto o povo brasileiro quanto o mestre potiguar. Desembarcando na Praça XV, Karl Marx iria direto para a Biblioteca Nacional ler os livros de Luís da Câmara Cascudo.
Enguiço das ciências sociais. De 2014 é o livro Gunder Frank - o enguiço das Ciências Sociais em que mostra que o sociólogo alemão permaneceu negligenciado pela sociologia uspiana por fazer a crítica de Fernando Henrique Cardoso, Florestan Fernandes, Octávio Ianni etc. O nome “enguiço das Ciências Sociais" refere-se ao impasse que André Gunder Frank trouxe para as Ciências Sociais quando aportou por aqui em 1963, para dar aulas na Universidade de Brasília convidado por Darcy Ribeiro.

O impasse foi sua crítica aos dualismos regionais (Brasil arcaico e Brasil moderno), a ideia de que seria impossível eliminar o subdesenvolvimento com o desenvolvimento importado, a exemplo da instalação da indústria automobilística. Trata-se da valorização póstuma da obra do sociólogo e ex-professor da UnB.

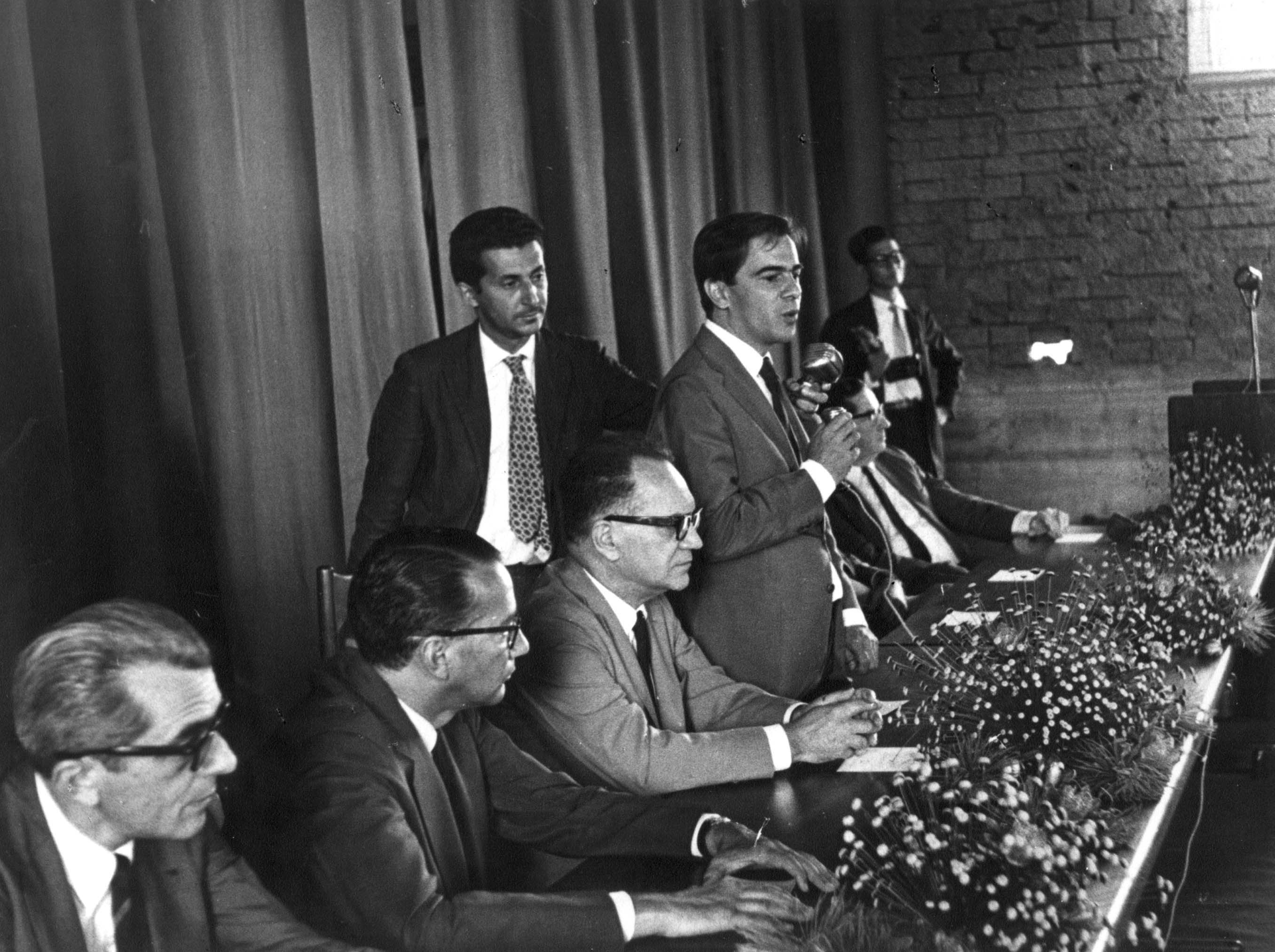
Darcy Ribeiro discursando na inauguração da UnB.

Razão iracunda. Em 2015, publica livro sobre vida e obra do político e antropólogo Darcy Ribeiro. Esta talvez seja uma de suas obras mais importantes. Na obra Darcy Ribeiro: a razão iracunda Vasconcellos afirma que o antropólogo, que era Chefe da Casa Civil do Governo João Goulart à época do golpe civil-militar, foi um praticante de uma razão iracunda - razão voltada contra a sociologia e a política que deseja administrar a dependência em vez de extirpá-la.
Segundo Vasconcellos, Darcy dedicou a vida a encontrar a solução para dois enigmas: por que a classe dominante sempre vence? Por que o Brasil ainda não deu certo?
Capitalismo sujeira socialismo limpo. Trata-se da obra mais recente de Gilberto Felisberto Vasconcellos. O livro discute a questão da energia no Brasil trazendo novamente o debate da proposta de Bautista Vidal e Marcello Guimarães Mello, de uso da energia da biomassa. O autor aponta que o regime social é o que determina o modo de usar a energia. Isso significa que usar a biomassa no capitalismo não altera o problema social, nem o caráter predatório da economia. Por isso, a proposta da biomassa precisa vir acompanhada de outro modo de produção: o socialismo. O livro analisa todo o processo de destruição causado pelo uso do petróleo pelo sistema capitalista e propõe outra matriz energética junto com outro sistema e modo de vida.

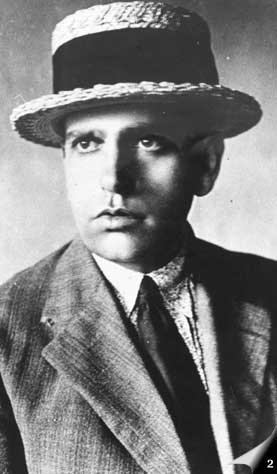
Oswald de Andrade

Sol Oswald. Em algumas entrevistas e palestras que dá, vem dizendo que está escrevendo há 40 anos um livro sobre Oswald de Andrade, o poeta e escritor, autor do Manifesto Antropofágico e organizador da Semana de Arte Moderna. Segundo Vasconcellos, o título da obra seria "Sol Oswald". Brinca ao dizer que tem medo que a escrita desse livro o mate.

## Homenagens e distinções
Cidadão benemérito de Juiz de Fora (MG): em 27 de fevereiro de 2007, foi publicada em Juiz de Fora, a Lei Municipal nº 11.324 com que fica concedido a Gilberto Felisberto Vasconcellos, o Título de Cidadão Benemérito de Juiz de Fora. Projeto de iniciativa do vereador Flávio Cheker (PT) que justificou a honraria pela extensa obra e pela defesa da herança getulista na política brasileira, pela defesa do modelo do nacional desenvolvimentista implantado a partir de Vargas e levado ao extremo pelos governos militares que se baseia em forte presença do Estado na economia, determinado setores e pessoas beneficiárias da intervenção.
Prêmio José Sette (Primeiro Plano - Festival de Cinema de Juiz de Fora): participou do filme de curta-metragem Veredas Santeiro, escrito e dirigido por Leandro Domith que foi premiado, em 2011, com o Prêmio Zé Sette do Primeiro Plano - Festival de Cinema de Juiz de Fora. O curta explora a trajetória do cineasta Sérgio Santeiro a partir do depoimento de Luiz Rosemberg Filho, Raul Magalhães e Gilberto Felisberto Vasconcellos sobre cultura brasileira, marxismo e Cinema Novo, tentando resgatar a importante contribuição deste curta-metragista para a história do cinema e da cultura brasileira.
Sociologia Pau Brasil (Ed. Multifoco, 2013): é o nome do livro sobre Vasconcellos de autoria de Yago Euzebio Bueno de Paiva Junho. O autor faz uma incursão pelo universo sociológico de Gilberto Felisberto Vasconcellos começando em Oswald de Andrade. Vasconcellos afirma que Oswald de Andrade é um dos escritores mais determinantes na sua visão de mundo e no seu estilo. Seu arcabouço teórico se constrói pela incorporação do legado intelectual do escritor modernista autor dos Manifestos Antropofágico e da Poesia Pau Brasil. Nesse mosaico original, participam também Darcy Ribeiro, Gilberto Freyre, Karl Marx, Theodor Adorno, Herbert Marcuse, Antônio da Silva Mello, Sigmund Freud, Wilhelm Reich, J.W. Bautista Vidal, Luís da Câmara Cascudo, Leonel Brizola e Glauber Rocha.

## Produção bibliográfica
- Música Popular: de olho na fresta,[5][29] Editora Graal, 1977;
- Ideologia curupira: análise do discurso integralista,[30] Editora Brasiliense, 1978;
- O xará de Apipucos, 1. ed., Max Limonad, 1987;
- Collor, a cocaína dos pobres: a nova cara da direita,[14] 1ª edicação, Ícone Editora, 1989;
- Brizulla: Lula e Brizola, a esperança do povo,[31] Editora Pajelança, 1989;
- Eu & a Xuxa: sociologia do cabaré infantil,[32] Editora Leia Mais, 1991;
- Collor, a cocaína dos pobres: a nova cara da direita, 2ª edição, Ed. Leia Mais, 1992;
- Itamar, o predestinado,[33] Agência Quality, 1993;
- O príncipe da moeda,[16] Editora Espaço e Tempo, 1997;
- O cabaré das crianças,[34] Editora Espaço e Tempo, 1997;
- As ruínas do pós-Real,[35] Editora Espaço e Tempo, 1999;
- O poder dos trópicos: meditação sobre a alienação energética na cultura brasileira[36],(com J. W. Bautista Vidal),  Editora Casa Amarela, 1998;
- O xará de Apipucos: um ensaio sobre Gilberto Freyre[6], 2. ed., Editora Casa Amarela, 2000;
- Glauber Pátria Rocha Livre[37], Editora Senac-SP, 2001;
- Petrobrás: um clarão na história, (com J. W. Bautista Vidal), Editora Lucena, 2001;
- Histórias de um Menino e as Transformações do Mundo (Org. de textos de Antonio da Silva Melo), Ponte da Cadeia, 2001;
- A salvação da lavoura: receita da fartura para o povo brasileiro,[38] Editora Casa Amarela, 2002;
- Biomassa: a eterna energia do futuro,[20] Editora Senac-SP, 2002;
- Dialética dos Trópicos: o pensamento colonizado da CEPAL[39] (com J. W. Bautista Vidal), Instituto do Sol, 2002;
- A Boca do Homem - Carie, Mastigação e Mau Hálito (Org. de textos de Antonio da Silva Melo), Ponte da Cadeia 2002;
- Brazil no prego,[40] Editora Revan, 2004;
- Verdades quase desconhecidas: Antônio da Silva Mello (Org. de textos de Antonio da Silva Melo),[41] Editora UFJF, 2004;
- A jangada do sul: Getúlio, Jango e Brizola,[42] Editora Casa Amarela, 2005;
- Depois de Leonel Brizola,[43] Editora Caros Amigos, 2008;
- A questão do folclore no Brasil: do sincretismo à xipofagia,[44] Editora da UFRN, 2009;
- Nossa vida de cada dia entre o supermercado e a drogaria: ensaio sobre Silva Mello,[45] Editora UFJF, 2014;
- Gunder Frank - o enguiço das Ciências Sociais,[46] Insular, Florianópolis, 2014;
- Darcy Ribeiro: a razão iracunda,[47] Editora da UFSC, 2015;
- Ideologia curupira: análise do discurso integralista, 2ª edição, EdUFE e EdPUCRS, 2017;
- Quebra cabeça do Cinema Novo,[48] Galpão de Ideia Leonel Brizola, 2018;
- Leonel Brizola, a história o historiador,[49] virtual, 2020;
- Folclore - socialismo no povo,[50] Insular, 2021;
- Capitalismo Sujeira Socialismo Limpo,[51] 2022.